# أندريه تريجانو
أندريه تريجانو (بالفرنسيَّة:André Trigano) (13 سبتمبر 1925، مونتروي - 6 مايو 2024) رجل أعمال فرنسي وعمدة سابق لمدينة بامييه في جبال البرانس الفرنسية، وهو المنصب الذي شغله من عام 1995 حتى عام 2020.

## سيرة شخصية
ينحدر تريجانو من أبوين يهوديين جزائريين سفارديين هاجروا إلى باريس عام 1925 وكان عمره 15 عامًا عندما احتل النازيون المدينة خلال الحرب العالمية الثانية. هربت العائلة إلى جبال أرييج في جنوب فرنسا عندما تلقى والداه بلاغًا من ضابط شرطة كان يعيش في المبنى الذي يسكنان فيه بأن أسمائهما موجودة في مذكرة اعتقال الغستابو. انضم تريجانو بعد ذلك إلى المقاومة وشارك في مساعدة طياري الحلفاء الذين تم إسقاطهم من خلال تزوير المستندات التي سمحت لهم بالهروب إلى إسبانيا المجاورة. تم اعتقاله ثلاث مرات خلال الحرب على يد النازيين.

## الحياة الشخصية
كان تريجانو جامعًا للسيارات الكلاسيكية. كان لديه مجموعة من حوالي 180 سيارة كلاسيكية، تم بيعها منذ ذلك الحين اعتبارًا من سبتمبر 2020، بما في ذلك سيارات سيتروين القديمة، وكاديلاك، وتريمف، ورولز رويس، وإكسكاليبور.

## وفاته
توفي تريجانو عن عمر ناهز التاسعة والتسعين.

## الجوائز والتكريمات
- وسام جوقة الشرف 2008
- وسام الاستحقاق الوطني من الدرجة الأولى، 2011